# Pseudoshirakia yokohamensis
Pseudoshirakia yokohamensis är en stekelart som först beskrevs av Cameron 1910.  Pseudoshirakia yokohamensis ingår i släktet Pseudoshirakia och familjen bracksteklar. Inga underarter finns listade i Catalogue of Life.